# Classe Requin
La classe Requin est une classe de sous-marins français de grande patrouille, les premiers construits après la Première Guerre mondiale. Ils sont entrés en service entre 1926 et 1928 et les dernières unités sont désarmées en 1946.

## Caractéristiques
Les sous-marins sont conçus par l'ingénieur maritime Léon Roquebert. Ils possèdent une double coque et sont propulsés par des moteurs diesel Sulzer ou Schneider et par deux moteurs électriques alimentés par des batteries.
Ils sont armés de dix tubes lance-torpilles de 550 mm dans la coque. Quatre tubes fixes dans l'étrave, deux de chaque bord. Quatre en deux tourelles doubles orientables, devant et derrière le kiosque.
Ils embarquent un canon de 100 mm sur le pont devant la kiosque et un affut double de mitrailleuses anti-aériennes de 13,2 mm sur l'arrière du kiosque.
Ils ont été modernisés dès 1935 et ont servi durant la Seconde Guerre mondiale.

## Histoire
En 1920, le conseil supérieur de la marine préconise le lancement d’un programme de construction de sous-marins de patrouille en soutenant le projet C4 (le futur classe requin) de 1100 tonnes conçu par la Section Technique de la Direction des constructions navales, le projet devait réunir les qualités des sous-marins allemands de la Première Guerre mondiale (robustesse du matériel, rapidité de plongée, qualité des périscopes et de l’armement) à celle des sous-marins français de 1914-1918 (excellente performances de navigation notamment en plongée, stabilité et vitesse) la profondeur maximale est portée a 80 m ce qui permet au sous marin de se poser sur le fond du plateau continental pour économiser de la batterie et réduire le bruit produit pour échapper à la détection des destroyers et jouer sur la lassitude du chasseur. Le sous-marin fut équipé de moteurs diesel 2 temps Sulzer de 1450 CV qui avaient une consommation 10% plus élevée que les moteur diesel 4 temps des autres pays, il était aussi plus fragile mais était plus léger, plus compact, plus facile à conduire. Ce choix a pour but de prioriser la vitesse pour que le Requin puisse mener à bien des missions de course ou de destruction de bâtiments ennemis.
Dans cet objectif, l’armement est augmenté, les torpilles passent de 450 mm (calibre des torpilles françaises durant la Première Guerre mondiale) à 550 mm 16 torpilles dont 6 en réserve sont embarquées, et d’un canon de 100 mm modèle 1917 monté sur un affut modèle 1918-1924 pour faire jeu égal avec les 105 mm allemand montés à l'époque sur leurs sous-marins. Ce canon était un grand progrès car il succédait au canon de 75 mm, le canon n’était pas sans défaut. Il fallait onze marins pour le servir, il avait des instruments de pointage très sommaires et il utilisait des obus non cartouchés ce qui réduisait grandement la cadence de tir. Les sous-marins vont subir une refonte en 1936 dans les chantiers de Penhoët pour remplacer le canon par un 100 mm modèle 1928 SM adapté au submersibles, ce canon est un dérivé du 100,19 mm25 qui va équiper la classe 1500 tonnes / redoutable. Il utilise des munitions encartouchées d'un mètre de long facilement maniables et ne nécessitant plus que six marins. La cadence de tir passe à plus de vingt coups par minute.
Il fut aussi le premier sous-marin français à être équipé d'une télécommande des clapets de purge des ballasts ce qui lui permettait une disparition complète en soixante-quinze secondes.

## Les sous-marins
- Caïman  (Q127): construit à Cherbourg, il fut lancé le 3 mars 1927 et mis en service le 7 février 1928.
Il a été sabordé à Toulon le 27 novembre 1942 et renfloué par la marine italienne en 1943. Battant pavillon italien, il a été coulé par un navire allié le 11 mars 1944.
- Dauphin  (Q120)[5] : construit à Toulon, il est lancé le 2 avril 1925 et mis en service le 22 novembre 1927.
Endommagé au port de Bizerte il est capturé par les Italiens le 8 décembre 1942. Rebaptisé 115 par ces derniers, il est capturé par les Allemands le 15 septembre 1943 et sabordé.
- Espadon (Q129) [6]: construit à Toulon, il est lancé le 28 mai 1926 et mis en service le 16 décembre 1927.
Mis en réserve à Bizerte, il est capturé par les Italiens le 8 décembre 1942 et rebaptisé 114. Il est sabordé par les Italiens le 13 septembre 1943. Renfloué par les Allemands, il n'est pas réparé.
- Marsouin  (Q119) : construit à Cherbourg, il est lancé le 27 décembre 1924 et mis en service le 7 septembre 1927.
Il échappe à l'invasion allemande de Toulon le 27 novembre 1942 et rejoint les Alliés et devient un navire des Forces navales françaises libres à Oran. Modernisé en 1943 - 1944, il reçoit en plus 2 mitrailleuses de 8 mm et 1 canon 20/70 Oerlikon Mk II/IV.
- Morse (Q117) : construit à Cherbourg, il est lancé le 9 mai 1925 et mis en service le 10 février 1928.
Il coule sur une mine française à Kerkennah le 16 juin 1940.
- Narval (Q119) : construit à Cherbourg, il est lancé le 9 mai 1925 et mis en service le 23 juillet 1926.
 Il rejoint les Forces navales françaises libres à Malte. Il coule sur une mine italienne le 15 décembre 1940 sur la côte tunisienne à Kerkennah.
- Phoque (Q128) : construit à Brest, il est lancé le 16 mars 1926 et mis en service le 7 mai 1928.
Mis en réserve à Bizerte il est capturé par les Italiens le 8 décembre 1942. Rebaptisé 111 il est coulé à proximité de la Sicile par l'aviation alliée le 28 février 1943.
- Requin (Q115) : construit à Cherbourg, il est lancé le 19 juillet 1924 et mis en service le 26 mai 1926.
Il est capturé à Bizerte le 8 décembre 1942 par les Italiens. Rebaptisé 113 il est repris par les Allemands le 9 septembre 1943.
- Souffleur (Q116) : construit à Cherbourg, il est lancé en octobre 1924 et mis en service le 10 aout 1926.
Il est coulé par le sous-marin britannique HMS Parthian le 25 juin 1941 au large de Beyrouth.